# Frullania gradsteinii
Frullania gradsteinii là một loài Rêu trong họ Jubulaceae. Loài này được Yuzawa, R. Mues & S. Hatt. mô tả khoa học đầu tiên năm 1987.